# Dichaetomyia mariana
Dichaetomyia mariana este o specie de muște din genul Dichaetomyia, familia Muscidae, descrisă de John Otterbein Snyder în anul 1965. Conform Catalogue of Life specia Dichaetomyia mariana nu are subspecii cunoscute.